# Mathieu Gribaldi

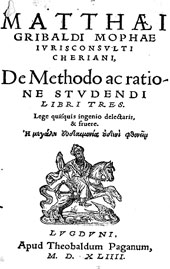
«De methodo ac ratione studendi», ouvrage publié par Mathieu Gribaldi à
Lyon en 1544.

Matteo Gribaldi Moffa, plus connu en France et en Suisse sous le nom de Mathieu Gribaldi, est un jurisconsulte et réformateur protestant né vers 1506 à Chieri (Piémont, Italie) et mort en 1564 à Farges (Ain, France). Opposé à Calvin, il a participé à la renaissance du courant théologique antitrinitariste et unitarien.

## Biographie
Matteo Gribaldi est né vers 1506 à Chieri (en français Quiers), ville du Piémont qui appartenait alors au duché de Savoie. Juriste de formation, il enseigne le droit à Pise et à Pérouse. 
En 1534, il épouse Georgine Carrax (ou Carrat), dame de Farges, dans le pays de Gex alors incorporé au duché de Savoie; il est alors investi châtelain de ce fief. En 1536 les Bernois s'emparent de la contrée qu'ils convertissent au protestantisme. 
Gribaldi séjourne l'été à Farges, où il retrouve son épouse qui lui donnera sept enfants. Durant le reste de l'année il enseigne le droit dans différentes universités : Toulouse, Cahors, Valence puis Grenoble. Il retrouve l'Italie  lorsqu'il enseigne à Padoue de 1545 à 1548. En 1554, il publie une défense de Michel Servet, le théologien espagnol condamné l'année précédente au bûcher par la Genève calviniste. En 1555 il enseigne à l'université de Tübingen en Allemagne.
En 1556, Gribaldi vend la terre de Pougny, qui dépendait de son fief, à un gonfalonier vénitien qui désirait embrasser la religion réformée, François Micheli (Francesco Micheli). En 1558, il donne abri à Giovanni Valentino Gentile, qui avait dû fuir Genève où il était accusé d'hérésie. En 1559, il retourne enseigner à Grenoble. 
Gribaldi décède au mois de septembre 1564 en son château de Farges, victime d'une épidémie de peste. Seuls trois enfants survivent à cette épidémie, une fille, Marie, et deux fils, Pompée et Jean-Antoine, lesquels deviendront conseigneurs de Farges en
1601 après le rattachement du pays de Gex au royaume de France.
Mathieu Gribaldi est l'auteur d'une suite d'ouvrages de théologie d'inspiration réformatrice écrits en latin, dont De ratione studendi, liber primus (publié en 1541) et De methodo ac ratione studendi, liber tres (publié en 1544).